# Oanh Ca Hải
Oanh Ca Hải (giản thể: 莺歌海镇; phồn thể: 鶯歌海鎮; bính âm: Yīnggēhǎi Zhèn) là một trấn thuộc huyện Lạc Đông, tỉnh Hải Nam, Trung Quốc. Trấn nằm ven vịnh Bắc Bộ, đối diện với Việt Nam. Oanh Ca Hải là một trấn chài lưới với số lượng tàu lên tới 460 chiếc, trọng tải từ 8-60 tấn. Ngoài ra, Oanh Ca Hải còn phát triển nghề làm muối và là một trong những diêm trường lớn tại Hải Nam cũng như tại khu vực Hoa Nam nói chung.
Oanh Ca Hải có diện tích 24 km², bao gồm 4 thôn với 17615 nhân khẩu.